# Hà Hương
Hà Thị Thu Hương (sinh ngày 2 tháng 7 năm 1982 tại Hải Dương, thường được biết đến với nghệ danh Hà Hương) là một nữ diễn viên múa ballet người Việt Nam. Tuy nhiên, cô được biết đến rộng rãi và ghi dấu ấn đậm nét trong lòng công chúng với vai nhân vật phản diện Nguyệt trong bộ phim dài 9 tập "Phía trước là bầu trời" phát sóng năm 2001.
Sau 17 năm lên sóng lần đầu, năm 2018, hình tượng của Nguyệt một lần nữa gây ảnh hưởng và tạo ra một cơn sốt trên mạng xã hội.

## Tiểu sử
- 1982-1993: Học tiểu học[7] và trung học cơ sở tại Hải Dương. Từng theo học võ tại địa phương này.[3]
- 1993-2000: Năm 11 tuổi, lên trọ học và theo đuổi ngành múa ở Hà Nội. Tốt nghiệp Cao đẳng múa Việt Nam, bộ môn ballet.[3] Công tác tại Nhà hát Ca múa nhạc Việt Nam.[8] Lần đầu Hà Hương tham gia diễn xuất trong MV "Hai mươi" của Mỹ Tâm trong 1 album ca nhạc do Trung tâm băng nhạc Rạng Đông thực hiện.
- 2000-2001: Tham gia và thành công với vai Nguyệt trong "Phía trước là bầu trời"[9]
- 2002-2007: Tham gia và tiếp tục ghi dấu ấn với vai Sa trong phim hợp tác Việt Nam - Thái Lan "Tình xa" (2003)[10] và lọt vào Top 6 của cuộc thi "Phụ nữ thế kỷ 21" do BHD tổ chức mùa đầu tiên (2006)[11][12] Cô cũng được trao giải "Danh hiệu cá tính" trong chương trình này.[13]
- 2008-2010: Cô ở đỉnh cao của nghệ thuật múa với những giải thưởng danh giá trong các kỳ liên hoan, hội diễn chuyên nghiệp.[1] Kết hôn với một nhân viên ngân hàng, có hai người con, một trai một gái. Làm việc tại ngân hàng Techcombank.[3]
- 2011-2013: Từng được đạo diễn Phạm Nhuệ Giang mời đóng vai người mẹ trong phim điện ảnh "Tâm hồn mẹ" (2011) nhưng cô đã từ chối sau khi đọc kịch bản vì biết có em bé thứ 2.[14] Ngừng làm việc tại Techcombank, kinh doanh nhà hàng ăn uống và quán bia tại Hà Nội[cần dẫn nguồn]
- 2014-2018: Dạy múa và kỹ năng mềm đồng thời duy trì đam mê múa ballet.[15] Năm 2018, cô quay trở lại với điện ảnh với vai cô giáo Lan trong bộ phim hợp tác Việt Nam - Thái Lan thứ hai "Mỹ nhân thần sách"[16]
- 2022: Trở lại màn ảnh nhỏ với vai diễn Xuân"mẫu hậu" trong phim Bão ngầm, đóng cặp với NSƯT Tạ Minh Thảo.

## Vai Nguyệt và các phân cảnh chi tiết
- Tập I

 Tinh vi vi tính (phân cảnh đến văn phòng Quyết)

- Tập II:

 Em sẽ là vợ của anh ! (phân cảnh bắt nạt Quyết lúc đến chăm bị ốm)

 Thảo mai đẳng cấp quốc tế (phân cảnh bổ dưa hấu ở nhà Quyết)

 Thảo mai đẳng cấp quốc gia (phân cảnh đến nhà Quyết tặng dĩa ăn hoa quả)

 Tầm nhìn trong tình cảm (phân cảnh nói chuyện với Thương lúc bị ốm)

 Bí kíp cua trai (phân cảnh nói chuyện với Nhung lúc đi chơi về)

 Cái gì cũng OK là xong ! (phân cảnh cùng Nhung và Thương tiếp chuyện anh Bình OK đến chơi)

- Tập III:

 Chỉ hơi choáng một chút thôi ! (phân cảnh đến tòa soạn lĩnh lương)

 Thảo mai đẳng cấp vũ trụ (phân cảnh đến nhà Quyết nhờ xin việc)

 Kỳ kèo bớt một thêm hai (phân cảnh đi chợ mua cua)

 Cho chàng leo cây (phân cảnh đi "ăn mảnh" chè trong chợ)

 Bí kíp rền rứ (phân cảnh nói chuyện về việc "anh Nhung")

- Tập IV:

 Ninja khó ở (phân cảnh chuẩn bị dắt xe đi làm)

 Nai con "ngơ ngác" (phân cảnh đến phòng cô Nhàn ra mắt)

 Nhanh như chớp !! (phân cảnh đến nhà cô Nhàn biếu quà)

 Đã bận lại còn điện mới chả thoại !! (phân cảnh tìm giấy tờ cho cô Nhàn)

- Tập V:

 Không chấp nhận cuộc sống thì cuộc sống sẽ loại mình ! (phân cảnh ngồi ăn cơm với Nhung)

 Trả treo với đồng nghiệp (phân cảnh xách đồ về văn phòng cho cô Nhàn)

 Thả thính với anh Sơn cấp độ 1 (phân cảnh sang phòng anh Sơn xin chữ ký)

 Một mũi tên trúng ba đích (phân cảnh nhử Quyết mua điên thoại di động)

 Phải biết "tận dụng các mối quan hệ" (phân cảnh ngồi ăn cơm & trước khi đi chơi nói chuyện với Thương, Nhung)

 Em mặc đẹp là cho anh (phân cảnh đòi Quyết đi mua quần áo để đi Đồ Sơn)

- Tập VI:

 Cái lườm thế kỷ (phân cảnh chặt cá bị bắn vào mặt)

 Miu ngoan nào !! (phân cảnh hất con mèo xuống để đặt lọ hoa)

 Đấm lưng cho em cái !! (phân cảnh vào phòng Quyết nói chuyện)

 Thả thính với anh Sơn cấp độ 2 (phân cảnh nói chuyện với anh Sơn trước biển)

 Ôi ! Tự dưng tao đau bụng quá (phân cảnh bỏ bạn đến chỗ anh Sơn)

- Tập VII:

 Thả thính anh Khánh cấp độ 1 (phân cảnh nói chuyện và gặp Nam Khánh lần đầu)

 Bắt cá ba tay(phân cảnh nói chuyện điện thoại thả thính với anh Khánh, anh Sơn trong khi anh Quyết mua vé xem phim)

 Kịch bản hoàn hảo (phân cảnh lừa Quyết để đến chỗ anh Sơn tại rạp chiếu phim)

 ASo là thằng nào ?? (phân cảnh nói chuyện với Quyết xin lên phòng anh Sơn)

- Tập VIII:

 Nguyệt ! Lấy cho cô ngụm nước (phân cảnh lừa cô Nhàn sang phòng anh Sơn)

 Cám ơn ! Điện thoại hết pin (phân cảnh nói chuyện thờ ơ với Quyết)

 Thả thính anh Khánh cấp độ 2 (phân cảnh đến nhà anh Khánh nói chuyện)

 Tất cả mọi người không thể cùng tồn tại trên một mảnh đất trật hẹp !(phân cảnh "dạy đời" cho Thương lúc ở trong phòng)

 Cờ đến tay ai, người đấy phất ! (phân cảnh đặt điều cho Nhung, "dạy đời" cho Thương)

- Tập cuối:

 Đẹp lắm ! Nhưng mà em chưa đeo (phân cảnh trốn việc đi gặp anh Sơn)

 Hạ gục nhanh, tiêu diệt gọn ! (phân cảnh đòi chia tay Quyết)

 Nhung được tất cả, còn em thì mất tất cả ! (phân cảnh cướp Nam Khánh của Nhung)

 Loanh quanh có một gầm trời mà thôi ! (phân cảnh gặp anh Sơn lần cuối)

 Ở đây, mình không còn là mình nữa !! (phân cảnh cuối, Thương đưa Nguyệt ra bến xe)

Phía trước là bầu trời, 2000

## Nguyệt và các câu thoại kinh điển
- "Chỉnh lại cái kim đi. Thế này một cân còn chín lạng à ? Điêu lòi mắt."
- "Để biết được số thì quá đơn giản. Em chỉ cần nhấc máy lên, bấm số hỏi 1080."
- "Chẳng có việc gì cả, em gọi điện nói chuyện với anh cho đỡ buồn thôi. Em ghét anh lắm."
- "Anh dối trá vừa chứ. Em đứng đây lù lù mà anh còn thế, không có em chắc anh còn làm những chuyện kinh tởm hơn."
- "Anh nói thế là không đúng đâu, em rất thích con trai làm nghề kĩ thuật, họ mạnh mẽ và đầy nam tính"
- "Em đã làm gì có người yêu, em đang sợ ế đây này"
- "Anh đúng là một doanh nghiệp trẻ sành điệu."
- "Mỗi khi nghe thấy tiếng anh trong điện thoại là em lại thấy tức bực, có khi mấy hôm không hết...Chẳng làm gì cũng tức."
- "Còn em, chân thành thẳng thắn, hi sinh tất cả cho tình yêu lại toàn gặp những chuyện không may."

Phía trước là bầu trời, 2000

## Nguyệt và đánh giá trái chiều của các thế hệ khán giả
~Hà Hương
- Nhân vật Nguyệt được xem là nhân vật nổi bật nhất trong ba nhân vật chính của phim, với tính cách ranh ma, thủ đoạn và bất chấp mọi cơ hội để tiến thân, ngoài ra ánh nhìn sắc lẹm cộng với giọng nói lúc ngọt ngào, lúc thì chanh chua, đanh đá, đã khiến cho nhân vật Nguyệt ngay từ khi lên sóng đã để lại những ấn tượng tiêu cực cho khán giả xem phim. Đây đồng thời cũng là nhân vật bị ghét nhất trong "Phía trước là bầu trời".[19] Nhiều khán giả cho rằng trên đời sao lại có một người có thể trẻ tuổi mà lại sắc và ghê gớm, thủ đoạn đến như thế. Hà Hương từng bị từ chối bán hàng, chỉ tay vào mặt khi đi ngoài đường vì khán giả nhận ra cô là người đóng vai Nguyệt ở ngoài đời.[20][21][22]

~Hà Hương
- Tuy nhiên, cũng vai diễn ấy, sau khi phim phát sóng đã mang đến cho Hương một tình huống cảm động. Hôm ấy, đang ngồi uống nước, Hương nhận được thư tay với nội dung: "Con gái anh rất mê xem phim Phía trước là bầu trời, em có thể viết cho anh vài dòng để tặng cháu được không?". Hóa ra, một người cha rất cưng con gái rựu của mình. Để thỏa nguyện niềm yêu thích của cô bé với bộ phim, trong lần tình cờ gặp Hương, anh đã nhờ Hương viết đôi dòng cho con nhân ngày sinh nhật vào đĩa CD. Hương vui lòng viết những lời chúc sinh nhật cho bé và không khỏi xúc động trước sự quan tâm của người bố trẻ với con gái bé bỏng, cũng như cảm động vì khán giả vẫn nhớ đến mình. Có lẽ, chính vì những điều ấy mà Nguyệt là vai diễn không thể nào quên với cả Hương và nhiều thế hệ khán giả.[23]
- Sau 17 năm, năm 2018, khi bộ phim được phát lại trên mạng xã hội, cái nhìn của người trẻ về nhân vật Nguyệt đã có phần bớt khắt khe hơn thời điểm nó mới ra mắt.[22][24][25] Ngoài ra, họ cho rằng càng ghét nhân vật này bao nhiêu, thì càng phải khen cho diễn xuất quá xuất thần của Hà Hương trong vai diễn đầu tay này của cô, và cho rằng sự nghiệp diễn xuất của Hương chững lại và cô bị "chết vai" Nguyệt một phần vì thành công vang dội và cái bóng quá lớn của Nguyệt đè lên cả sự nghiệp.[26]
- Đặc biệt, Nguyệt cũng được nhận xét là vai diễn thành công nhất của bộ phim.[27] Có thể nói, nhờ vai Nguyệt, Hà Hương đã gây ấn tượng mạnh với khán giả. Dù nhiều năm trôi qua cô vẫn khiến khán giả ghét nhân vật của mình, đó được xem là thành công của một diễn viên phản diện.[28]

## Nguyệt từ góc nhìn của nhà biên kịch
- Biên kịch Đặng Diệu Hương, một trong ba nhà biên kịch chính của "Phía trước là bầu trời", chia sẻ với tờ Tuổi trẻ về nhân vật Nguyệt:

| “                           | Cô Nguyệt được xây dựng là nhân vật thông minh, khôn khéo, hơi cơ hội, luôn biết ứng phó với thời cuộc. Những năm 2000, khán giả nhìn nhận nhân vật này như một nhân vật phản diện, nhưng bây giờ các bạn trẻ lại nhìn nhận cô ấy là nhân vật tích cực (dù không phải ai cũng đồng tình với cách sống đó). Điều đó cho thấy suy nghĩ của các bạn trẻ bây giờ đã khác trước rất nhiều. Các bạn nhìn nhận nhân vật cũng đa diện hơn | ” |
| — Biên kịch Đặng Diệu Hương | |   |

## Hình tượng "Nguyệt thảo mai" trong văn hóa đại chúng
- Nhân vật Nguyệt được gắn với các từ ngữ như "đanh đá", chua ngoa, lươn lẹo, thủ đoạn, cơ hội, bắt cá ba tay, thảo mai. Cô được truyền thông gọi là "Nguyệt thảo mai" hay "Thánh thả thính" của màn ảnh Việt.[30][31]
- Từ biệt danh "Nguyệt thảo mai" và tính cách của nhân vật trong phim này, nhiều người trước đây không sử dụng nhiều hoặc gần như không biết ý nghĩa của từ "thảo mai" là gì, thì đã biết ý nghĩa của nó thông qua vai diễn này. "Thảo mai" là một từ không có trong từ điển, tuy nhiên, ngày nay từ "thảo mai" được sử dụng rất nhiều. Ý nghĩa của nó là để châm biếm người thiếu trung thực - hay nói cách khác là giả tạo - trong lời nói và hành động của mình.
- Cái sự "lắm mưu nhiều mẹo" của cô Nguyệt trong phim cũng như những toan tính rất ranh mãnh của cô ẩn trong vỏ bọc của cô gái "thảo mai" khiến người xem kinh ngạc hết lần này đến lần khác.
- Nguyệt luôn là cái tên đứng đầu trong danh sách các nhân vật nữ phản diện bị "ghét cay ghét đắng" của màn ảnh Việt[32] trong khi đó, theo phản hồi của khán giả trên mạng xã hội thì Hà Hương được đánh giá là diễn viên phản diện hay nhất trong lịch sử phim ảnh.

## Hậu trường vai Nguyệt
~Đạo diễn Đỗ Thanh Hải nói về vai Nguyệt
- Vai Nguyệt là vai diễn được giao cho Hương trong chưa đầy 5 phút, với một cơ duyên tình cờ khi Hương đưa Nga đi casting.[22][33]
- Hầu hết tất cả các phân cảnh của vai Nguyệt đều được quay một đúp ăn ngay.[33] Hương cho rằng trải nghiệm cuộc sống ở trọ từ sớm ngoài đời, nên cô đã hóa thân vào vai Nguyệt tốt. Các cảnh khóc hoàn toàn là nước mắt thật của cô.[22]
- Kịch bản ban đầu, nhân vật Nguyệt cũng không quá ghê gớm như vậy. Nhưng trong quá trình diễn, kịch bản có được sửa đi sửa lại để Nguyệt ngày càng xảo quyệt hơn.[22]
- Nguyệt được đánh giá là nhân vật ăn mặc thời trang, có gu nhất, đồng thời cũng là nhân vật chăm sóc sắc đẹp nhiều nhất trong phim.[34]
- Quán chè trong chợ Thành Công ở phân cảnh "Cho chàng leo cây" sau nhiều năm vẫn tồn tại và sau khi nhân vật Nguyệt gây sốt trên mạng xã hội, doanh thu của quán tăng đột biến, đồng thời chủ quán sẽ xây dựng lên một thực đơn có thêm món chè chị Nguyệt "combo" bao gồm chè đỗ xanh, hạt chân châu và nước cốt dừa để thu hút thêm nhiều khách và phục vụ khán giả hâm mộ chị Nguyệt tới ăn.[35][36] Chủ quán chè cũng tiết lộ lý do Nguyệt đòi ăn thêm trân châu.[37]
- Cát xê của vai Nguyệt là 5 triệu đồng/9 tập phim, tương đương 15 triệu năm 2018 và quay trong 3 tháng.[38]
- Vai Nguyệt và diễn viên Hà Hương là hai con người, hai tính cách hoàn toàn trái ngược nhau, chỉ tương đồng về vẻ bề ngoài.[22][33] Ngoài đời, diễn viên Hà Hương là một người hòa đồng, vui vẻ, chân thành, hơi phổi bò, bỗ bã, nghĩ gì nói đấy, chứ không khéo léo như nhân vật Nguyệt.[39]
- Ngoài đời, Hà Hương có một giọng nói trầm ấm, như cô chia sẻ điều đó sẽ không thể đẩy nội tâm và cách diễn của nhân vật Nguyệt lên cao, nên cô đã quyết định lồng tiếng. Giọng của Nguyệt trong phim do diễn viên Nguyệt Hằng đoàn Nhà hát Tuổi trẻ đảm nhiệm.[22]
- Hà Hương là diễn viên múa ballet và thời điểm đóng phim, cô cũng có lịch tập khá dày. Chính vì vậy mà đôi khi đến đoàn nhưng chưa đến phân đoạn của mình, Hương còn tranh thủ tập ballet. Và hình ảnh Hương múa ballet dịu dàng trái ngược hẳn với Nguyệt trong phim khiến đoàn làm phim rất buồn cười.[9]

## Phản hồi tiêu cực đối với vai Nguyệt
- Sau khi bộ phim ra mắt được 4, 5 tập, Hà Hương không dám ra đường vì sợ bị đánh, ngoài ra cô đã thực sự bị đe dọa đánh vì vào vai Nguyệt quá đạt.[cần dẫn nguồn]
- Sau khi kết hôn, khi về nhà chồng sống, thì bạn bè, các em nhà hàng xóm rất e dè khi gặp và tiếp xúc với Hà Hương.[21]
- Ngoài ra, qua các thế hệ khán giả xem phim, nhân vật Nguyệt luôn là nhân vật bị chửi rủa, bị xúc phạm, nhục mạ nặng nề nhất bằng những từ ngữ thô tục từ người xem.
- Sau khi phim phát sóng, gia đình và họ hàng của Hương cũng liên tục gọi điện cho cô trách sao bao nhiêu vai không diễn lại diễn vai xảo quyệt, ghê gớm như vậy.[22][33]
- Khi Hà Hương tham gia "Phụ nữ thế kỷ 21", trong phần nhắn tin bình chọn, các tin nhắn bình chọn cho cô rất ít vì hiệu ứng tiêu cực từ vai Nguyệt.

## Ghi nhận
| “ | Chắc phải rất lâu nữa màn ảnh Việt mới lại có một cô nàng đáng ghét đến vậy | ” |
| — |                                                                             |   |

| “                       | Không thể phủ nhận rằng nhân vật Nguyệt đã tạo được ấn tượng rất sâu sắc đối với người xem. Đó cũng là thành công của chúng tôi và của bản thân Hà Hương. | ” |
| — Đạo diễn Đỗ Thanh Hải | |   |

## Đời sống cá nhân
- Hương là một người thích chơi thể thao, cô đã tập và chơi các môn võ thuật và tennis. Chồng của Hà Hương chính là người thầy dạy tennis cho cô.[41]
- Hương đã thi đỗ và tốt nghiệp sau 5 năm học tập tại Trường Đại học Kinh tế Quốc dân.[42]
- Giống như các diễn viên múa, Hà Hương cũng gặp những định kiến của xã hội về nghề nghiệp của cô. Tuy nhiên cô cho biết, môi trường múa rèn luyện cho cô tính tự lập và kỷ luật, không giống như những điều tiếng của xã hội.[43]

## Các phim đã tham gia
| Năm  | Tên phim                                | Vai           | Vai diễn  | Thể loại                              |
| ---- | --------------------------------------- | ------------- | --------- | ------------------------------------- |
| 2000 | Hai bến một dòng sông                   | Hà            | chính     | phim điện ảnh                         |
| 2001 | Phía trước là bầu trời                  | Nguyệt        | chính     | phim truyền hình đầu tay              |
| 2002 | Cảnh sát hình sự: Cổ cồn trắng (phần 2) | Kim           | thứ chính | loạt phim truyền hình                 |
| 2003 | Tình xa                                 | Vì Thị Sa     | chính     | phim truyền hình hợp tác với Thái Lan |
| 2003 | Niệm khúc cuối                          | Thủy Mây      | chính     | phim ngắn truyền hình                 |
| 2006 | Phụ nữ thế kỷ 21                        | Chính mình    | chính     | show truyền hình thực tế              |
| 2011 | Nghề múa, một đam mê                    | Nhân vật      | chính     | phim tài liệu ngắn                    |
| 2018 | Phía trước là cả một đời phán xử        | Nguyệt        | chính     | cross-over parody                     |
| 2018 | Thời tiết này đi đâu ?                  | Nguyệt        | chính     | video ad footage                      |
| 2018 | 'Quỳnh búp bê' ngoại truyện             | Nguyệt        | cameo     | cross-over parody                     |
| 2018 | Mỹ nhân thần sách                       | Lan           | chính phụ | phim điện ảnh hợp tác với Thái Lan    |
| 2018 | Bố về chơi đàn với con                  | Mẹ            | chính     | phim ngắn điện ảnh                    |
| 2020 | Căn hộ                                  |               | chính     | phim ngắn điện ảnh                    |
| 2022 | Bão ngầm                                | Xuân"mẫu hậu" | phụ       | loạt phim truyền hình                 |